# ماتیو کرکو
ماتیو کرکو (انگلیسی: Mathieu Kérékou؛ ۲ سپتامبر ۱۹۳۳ – ۱۴ اکتبر ۲۰۱۵) یک سیاست‌مدار اهل بنین بود.